# La vita è un romanzo
(Élisabeth)
La vita è un romanzo (La vie est un roman) è un film del 1983 diretto da Alain Resnais.

## Trama
Nel film si intrecciano tre storie ambientate in uno stesso luogo, un castello liberty nelle Ardenne, ma in epoche diverse. A giudizio di Paolo Mereghetti, i film di Resnais «sono forse più difficili da raccontare che da vedere».
Il film si apre con l'annuncio che il conte Forbek fa ai suoi amici radunati per un picnic il 3 gennaio 1914: ha ereditato una considerevole fortuna e intende utilizzarla per costruire un "tempio della felicità": un castello per sé e per loro, dedicato a Livia, la donna che ama e intende sposare. Lo scoppio della prima guerra mondiale, che coinvolgerà immediatamente le Ardenne, interrompe il progetto; durante la guerra Livia sposa Raoul, un ufficiale dell'esercito. Il corpo principale del castello sarà inaugurato nel 1920 con un fastoso ricevimento nel corso della quale tutti gli ospiti, fra i quali anche Livia e Raoul, sono invitati a partecipare a un esperimento: dovranno bere una pozione che spazzerà via i loro ricordi, soprattutto quelli dolorosi della grande guerra, in modo da rivivere nuovamente e in felicità l'avvenire. A differenza degli altri, Livia finge solo di bere la pozione, che ha versato in un vaso, e ne osserva gli effetti sugli altri.
La seconda vicenda si svolge attorno al 1982, nel castello di Fobek trasformato in un collegio, l'Institut Holberg, una costosa scuola progressista. Durante le "Vacanze d'Ognissanti" (in francese: Vacances de Toussaint: un paio di settimane fra la fine di ottobre e i primi di novembre durante le quali in Francia non si va a scuola) l'Institut Holberg, pressoché privo di bambini, accoglie un convegno di pedagogisti sull'"Educazione della fantasia", al quale l'organizzatore Georges Leroux ha invitato anche Walter Guarini, un famoso architetto, e Nora Winkle, un'antropologa americana.
Intrecciata alle prime due, la terza vicenda: ambientata in epoca fiabesca, riguarda un bambino, figlio di un re, che viene salvato dalla nutrice dopo che suo padre viene ucciso da un rivale. In questa storia compaiono talora quattro bambini dell'epoca contemporanea che "vivono insieme" ai loro personaggi fantastici: tre allievi dell'Institut Holberg, che non sono ritornati a casa per le vacanze d'Ognissanti, e la figlioletta di Nora Winkle che ha accompagnato la madre.
La prima storia si trasforma in tragedia quando Livia, che avendo evitato di bere la pozione ha conservato i suoi ricordi, scopre che Raoul è morto avvelenato e accusa Forbek dell'assassinio. Il convegno sull'"Educazione della fantasia" sfocia in un conflitto ideologico scatenato da Élisabeth, una giovane e appassionata insegnante sostenitrice di un suo metodo di insegnamento integrato; fallisce inoltre anche il piano di Nora Winkle di far nascere una storia d'amore tra Élisabeth e Robert. Il convegno si scioglie nel disordine. Il principino della terza storia invece cresce, uccide un drago, salva una fanciulla, rivendica il regno paterno e si propone di inaugurare un regno di amore e di felicità.

## Critica
La collaborazione fra Alain Resnais e lo sceneggiatore Jean Gruault in Mon oncle d'Amérique produsse ottimi risultati e spinse il produttore Philippe Dussart a chiedere loro di progettare un altro film insieme. Ne uscì una sceneggiatura originale alla quale contribuirono da un lato gli interessi teorici di Gruault allo studio della felicità, dall'altro l'interesse di Resnais all'architettura inglese del XVIII secolo e ai progetti stravaganti di William Beckford, punto di partenza per la creazione del castello di Forbek.
Il film, uscito nell'aprile del 1983, non ha avuto il successo sperato: ha ricevuto numerose recensioni negative, mentre il numero di spettatori nelle sale cinematografiche francesi è stato il più basso in assoluto fra tutti i film di Resnais. Una difficoltà del film, comune peraltro ad altri film di Resnais, è la mancanza di una trama univoca e la violazione delle unità aristoteliche di tempo e luogo. Rileva Mereghetti che in questo film «a intrecciarsi sono i piani temporali: il passato, il presente e un ipotetico (e fumettistico) futuro».
La musica svolge un ruolo importante nel film. Resnais ha utilizzato un alternarsi di dialoghi parlati e cantati; per le scene finali della vicenda ambientata negli anni ottanta Resnais ha avuto come modello Le nozze di Figaro mozartiane. L'influenza dell'opera lirica del film è evidenziata ulteriormente dalla presenza di due famosi cantanti: il basso-baritono Ruggero Raimondi, nel ruolo di Forbek, e del mezzosoprano Cathy Berberian, nel ruolo della vecchia nutrice.
Per le scene riguardanti la storia fantastica, il disegnatore Enki Bilal, il quale in precedenza aveva disegnato il manifesto pubblicitario di Mon oncle d'Amérique, ha creato delle immagini deformate di alberi, piante, radici, le quali, dipinti su vetro, sono state poste di fronte alla macchina da presa per dare un senso di irrealtà al paesaggio filmato.